# Saint-Fargeol
Saint-Fargeol é uma comuna francesa na região administrativa de Auvérnia-Ródano-Alpes, no departamento Allier. Estende-se por uma área de 10,41 km². Em 2010 a comuna tinha 194 habitantes (densidade: 18,6 hab./km²).